# Union County (Illinois)
Union County is een county in de Amerikaanse staat Illinois.
De county heeft een landoppervlakte van 1.078 km² en telt 18.293 inwoners (volkstelling 2000). De hoofdplaats is Jonesboro.